# (6854) Georgewest
(6854) Georgewest ist ein Hauptgürtelasteroid, der am 20. Oktober 1987 vom US-amerikanischen Amateurastronomen Kenneth Zeigler an der Anderson Mesa Station (IAU-Code 688) des Lowell-Observatoriums in Arizona entdeckt wurde.
Der Himmelskörper wurde am 26. Oktober 1987 nach der Kleinstadt George West im Süden von Texas benannt.
Der Asteroid ist Mitglied der Nysa-Gruppe, einer nach (44) Nysa benannten Gruppe von Asteroiden (auch Hertha-Familie genannt nach (135) Hertha).